# My Prerogative
"My Prerogative" là đĩa đơn của Bobby Brown từ album phòng thu tứ hai của anh Don't Be Cruel.

## Phiên bản của Bobby Brown

### Danh sách track
- CD single

1. "My Prerogative" (Edit) – 3:30
2. "Girl Next Door" (Extended version) – 6:31
3. "My Prerogative" (Extended remix) – 8:03

- 7" single

1. "My Prerogative" (Edit) – 3:30
2. "Girl Next Door" – 4:06

- 12" single

1. "My Prerogative" (Extended remix) – 8:00
2. "Girl Next Door" (Extended version) – 6:30
3. "My Prerogative" (Instrumental) – 5:18

- 12" remix

1. "My Prerogative" (Extended remix) – 8:00
2. "My Prerogative" (Radio edit) – 5:35
3. "My Prerogative" (Instrumental) – 5:18
4. "My Prerogative" (Dub) – 5:52

### Bảng xếp hạng
| Bảng xếp hạng (1988/1989)            | Vị trí cao nhất |
| ------------------------------------ | --------------- |
| Australian Singles Chart             | 40              |
| Canadian RPM Singles Chart           | 98              |
| Dutch Top 40                         | 7               |
| German Singles Chart                 | 15              |
| Irish Singles Chart                  | 9               |
| New Zealand Singles Chart            | 3               |
| Swedish Singles Chart                | 12              |
| U.S. Billboard Hot 100               | 1               |
| U.S. Billboard Hot R&B/Hip-Hop Songs | 1               |
| U.S. Billboard Hot Dance Club Songs  | 7               |
| UK Singles Chart                     | 6               |

## Phiên bản của Britney Spears
Năm 2004, Britney Spears thu âm bản hát lại cho "My Pregogative" với đội sản xuất người Thuỵ Điển Bloodshy & Avant, những người trước đó từng hợp tác với Spears trong đĩa đơn "Toxic" trích từ album phòng thu thứ tư của cô, In the Zone (2003). Bloodshy & Avant sản xuất bài hát tại Murlyn Studios ở Stockholm, Thụy Điển, trong khi Spears thu âm giọng hát của mình tại Teldex Studios ở Berlin, Đức. Ngày 13 tháng 8 năm 2004, hãng đĩa của nữ ca sĩ Jive Records thông báo rằng cô đã hát lại bài hát và phiên bản này đã được lên kế hoạch để phát hành trong album tuyển tập hit đầu tiên trong sự nghiệp của Spears, Greatest Hits: My Prerogative. Bài hát ban đầu sẽ ra mắt trên sóng phát thanh vào ngày 14 tháng 9 năm 2004, nhưng bất ngờ bị rò rỉ sớm hơn dự định. Theo các nhà phê bình âm nhạc, nó dường như là một tuyên bố về cuộc sống của Spears trước những phản ứng thái quá của giới truyền thông về một số quyết định của cô vào thời điểm đó, bao gồm việc đính hôn với vũ công người Mỹ Kevin Federline.
Phiên bản "My Prerogative" của Britney Spears là một đĩa đơn thành công về mặt thương mại trên toàn cầu. Tuy không lọt vào Billboard Hot 100 tại Mỹ, nó vẫn đứng đầu các bảng xếp hạng ở Phần Lan, Ý, Ireland và Na Uy; lọt vào top 3 ở Tây Ban Nha, Bỉ (Flanders và Wallonia), Đan Mạch, Đức và Vương quốc Anh. Ngoài ra, bài hát còn lọt vào top 10 các bảng xếp hạng ở Úc, Áo, Cộng hòa Séc, Thụy Điển, Thụy Sĩ và Hà Lan.
Video ca nhạc của "My Prerogative" được đạo diễn bởi Jake Nava và phát hành lần đầu vào tháng 9 năm 2004.

### Danh sách track và định dạng
Đĩa CD tại Úc/Châu Âu/Nhật Bản (82876 652532/BVCQ-26305)
1. "My Prerogative" — 3:36
2. "My Prerogative" [bản không lời] — 3:36
3. "My Prerogative" [X-Press 2 Vocal Mix] — 7:21
4. "My Prerogative" [Armand Van Helden Remix Edit] — 7:37
5. "My Prerogative" [X-Press 2 Dub] — 7:19

Đĩa CD tại Anh quốc (82876 652572)
1. "My Prerogative" — 3:37
2. "Chris Cox Megamix" — 5:16

Đĩa đơn DVD tại Anh quốc (82876 652532)
1. "My Prerogative" (Video) — 3:47
2. "My Prerogative" (thư viện ảnh) — 3:34

Đĩa CD quảng cáo tại Anh quốc (82876 652252)
1. "My Prerogative" — 3:33

Đĩa than 12" quảng cáo tại Anh quốc (82876 658481)
- Mặt A:

1. "My Prerogative" [Armand Van Helden Remix] — 7:49

- Mặt B:

1. "My Prerogative" [X-Press 2 Vocal Mix] — 7:19

- Mặt C:

1. "Chris Cox Megamix" — 5:16

- Mặt D:

1. "My Prerogative" [X-Press 2 Dub] — 7:19

Đĩa CD quảng cáo tại Mỹ (JDJ-648952)
1. "My Prerogative" — 3:33
2. "My Prerogative" [Call-Out Research Hook #1] — 0:09
3. "My Prerogative" [Call-Out Research Hook #2] — 0:10

### Xếp hạng và chứng nhận
| Bảng xếp hạng (2004–05)                     | Vị trí cao nhất |
| ------------------------------------------- | --------------- |
| Australian Singles Chart                    | 7               |
| Austrian Singles Chart                      | 7               |
| Belgian Singles Chart (Flanders)            | 3               |
| Belgian Singles Chart (Wallonia)            | 3               |
| Czech Airplay Chart                         | 4               |
| Danish Singles Chart                        | 3               |
| Dutch Top 40                                | 10              |
| Finnish Singles Chart                       | 1               |
| French Singles Chart                        | 18              |
| German Singles Chart                        | 3               |
| Greek Singles Chart                         | 4               |
| Hungarian Singles Chart                     | 5               |
| Irish Singles Chart                         | 1               |
| Italian Singles Chart                       | 1               |
| Japanese Singles Chart                      | 98              |
| New Zealand Singles Chart                   | 17              |
| Norwegian Singles Chart                     | 1               |
| Portuguese Singles Chart                    | 4               |
| Spanish Singles Chart                       | 2               |
| Scottish Singles Chart                      | 3               |
| Swedish Singles Chart                       | 6               |
| Swiss Singles Chart                         | 4               |
| UK Singles Chart                            | 3               |
| US Billboard Bubbling Under Hot 100 Singles | 1               |
| Hoa Kỳ Pop Airplay (Billboard)              | 22              |

| Bảng xếp hạng (2004)             | Vị trí |
| -------------------------------- | ------ |
| Australian Singles Chart         | 93     |
| Belgian Singles Chart (Flanders) | 81     |
| Belgian Singles Chart (Wallonia) | 74     |
| Italian Singles Chart            | 24     |
| Swedish Singles Chart            | 68     |
| Swiss Singles Chart              | 82     |
| UK Singles Chart                 | 69     |

| Quốc gia                                                                           | Chứng nhận | Số đơn vị/doanh số chứng nhận |
| ---------------------------------------------------------------------------------- | ---------- | ----------------------------- |
| Úc (ARIA)                                                                          | Vàng       | 35.000^                       |
| Na Uy (IFPI)                                                                       | Vàng       | 5.000*                        |
| Thụy Điển (GLF)                                                                    | Vàng       | 10.000^                       |
| * Chứng nhận dựa theo doanh số tiêu thụ. ^ Chứng nhận dựa theo doanh số nhập hàng. |            |                               |